# Sooß
Sooß est une commune autrichienne du district de Baden en Basse-Autriche.

## Curiosité
Le clocher de l’église paroissiale de Sooß était à l’origine une ancienne tour de guet romaine, déjà vieille de 800 ans lorsque l’église fut construite.